# چشمه‌های عشق
عشق جاری می شود (انگلیسی: Love Streams) یک فیلم به کارگردانی جان کاساوتیس است که در سال ۱۹۸۴ منتشر شد. از بازیگران آن می‌توان به جنا رولندز، جان کاساوتیس، سیمور کاسل، دیان ابوت، و مارگرت ابوت اشاره کرد. این فیلم در ۱۹۸۴، برنده خرس طلایی از جشنواره فیلم برلین شده است.
در سال ۲۰۱۵ بی‌بی‌سی طی نظرسنجی از ۶۲ منتقد فیلم، فهرستی از صد فیلم برتر سینمای آمریکا را تدوین و منتشر کرد که این فیلم در رده ۶۳ قرار داشت.